# Camila Morrone
Camila Rebeca Morrone Polak (* 16. Juni 1997 in Los Angeles, Kalifornien) ist eine US-amerikanische Schauspielerin und Model.

## Leben
Camila Morrone wurde in den USA als Tochter der aus Argentinien stammenden Schauspieler Maximo Morrone und Lucia Solá (bürgerlich Lucia Polak) geboren und wuchs in Kalifornien auf, wo sie die Beverly Hills High School besuchte. Ihr Filmdebüt gab sie 2013 in Bukowski von James Franco, außerdem begann sie als Model zu arbeiten, ihr Laufstegdebüt gab sie 2016. Fotos von ihr erscheinen unter anderem auf dem Titelblatt der Vogue.
Nach dem Schulabschluss war sie 2018 im Actionfilm Death Wish mit Bruce Willis und Elisabeth Shue als deren Filmtochter Jordan Kersey zu sehen. Im selben Jahr hatte sie in der Filmkomödie Never Goin’ Back von Augustine Frizzell an der Seite von Maia Mitchell eine Hauptrolle als Jessie. In Mickey and the Bear von Annabelle Attanasio mit James Badge Dale als ihrem Filmvater spielte sie 2019 die Titelrolle der Mickey Peck. Am San Diego International Film Festival wurde sie 2019 mit dem Rising Star Award ausgezeichnet.
In der im März 2023 auf Amazon Prime Video veröffentlichten Mini-Serie Daisy Jones & the Six mit Riley Keough und Sam Claflin gehörte sie als Camila Dunne zur Hauptbesetzung. Für Gonzo Girl, das Regie-Debüt von Patricia Arquette basierend auf dem gleichnamigen Roman von Cheryl Della Pietra, wurde sie neben Willem Dafoe für die weibliche Hauptrolle Alley Russo besetzt.
In den deutschsprachigen Fassungen wurde sie von Marcia von Rebay in Daisy Jones & The Six, von Leonie Dubuc in Death Wish sowie von Runa Pernoda Schaefer in Valley Girl synchronisiert.
Von 2017 bis 2022 war sie mit Leonardo DiCaprio liiert.

## Filmografie (Auswahl)
- 2013: Bukowski
- 2016: Love Advent – Cami Morrone (Fernsehserie)
- 2018: Death Wish
- 2018: Never Goin’ Back
- 2019: Mickey and the Bear
- 2020: Valley Girl
- 2023: Daisy Jones & the Six (Mini-Serie, 10 Folgen)
- 2023: Gonzo Girl
- 2024: Marmalade

## Auszeichnungen und Nominierungen
San Diego International Film Festival 2019
- Rising Star Award[6]

Primetime-Emmy-Verleihung 2023
- Nominierung in der Kategorie Beste Nebendarstellerin – Miniserie oder Fernsehfilm für Daisy Jones & the Six[12]